# Henry Draper

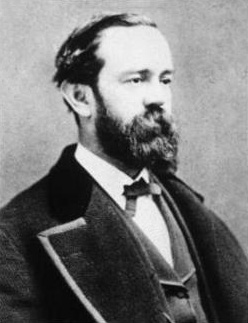
Henry Draper

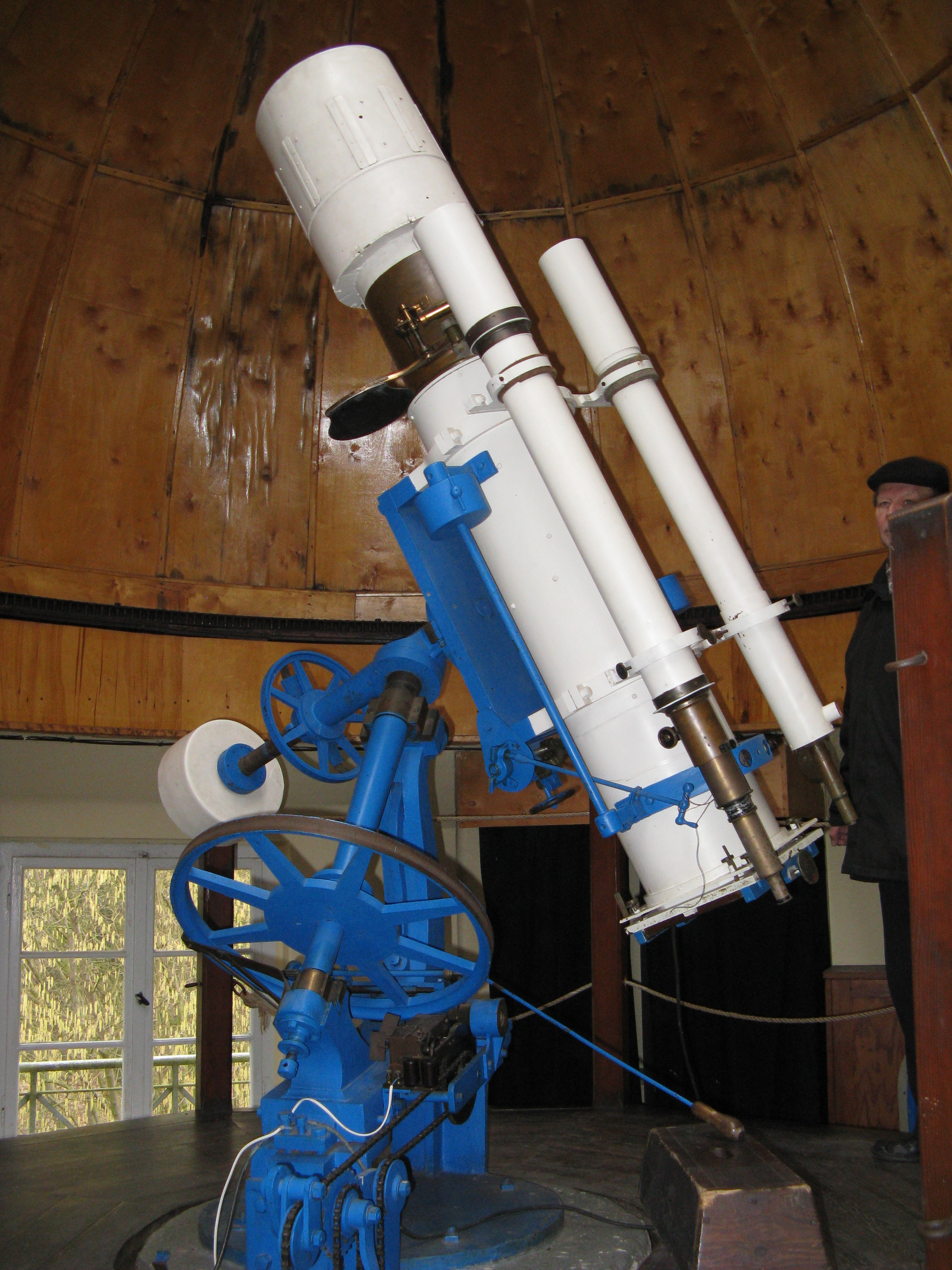
Astrograf Drapera w obserwatorium w Piwnicach

Henry Draper (ur. 7 marca 1837 w hrabstwie Prince Edward, zm. 20 listopada 1882 w Nowym Jorku) – amerykański lekarz i astronom.

## Życiorys
Był synem Johna Williama Drapera, profesora New York University, lekarza, chemika i botanika. Henry Draper brał udział w eksperymentach ojca, zajmującego się fotochemią i fotografią.
W 1857 roku ukończył studia medyczne na New York University; ponieważ nie mógł jako 20-latek podjąć praktyki lekarskiej, zdecydował się na tzw. gap year. Wyjechał m.in. do Irlandii, gdzie pracował z teleskopem skonstruowanym przez Williama Parsonsa. Po powrocie pracował początkowo w Bellevue Hospital Center, potem na New York University. W 1867 poślubił Annę Mary Palmer.
Draper uważany jest za pioniera astrofotografii. W 1872 roku zarejestrował pierwszy obraz widma gwiezdnego. Dwa lata później kierował ekspedycją, której celem było sfotografowanie przejścia Wenus na tle tarczy Słońca. W 1880 roku jako pierwszy sfotografował obiekt pozasłoneczny – Wielką Mgławicę w Orionie.
Zajmował się też konstrukcją instrumentów pomiarowych: astrografów, teleskopów i zestawów pozwalających na rejestrowanie obrazów nieba przy długiej ekspozycji.
Zmarł niespodziewanie na chorobę układu oddechowego w wieku 45 lat. Wdowa po nim ufundowała Medal Henry’ego Drapera dla naukowców kontynuujących jego badania. Sfinansowała także badania nad klasyfikacją gwiazd, prowadzone przez Edwarda Pickeringa oraz Annie Jump Cannon. Wyniki ich obserwacji posłużyły do stworzenia katalogu, również nazwanego imieniem Henry’ego Drapera. Badania te prowadzone były przy użyciu astrografu Drapera, również ufundowanego przez wdowę po astronomie. Instrument ten został w 1947 roku przekazany przez Uniwersytet Harvarda Obserwatorium Astronomicznemu UMK w Piwnicach.
Jego imieniem nazwano krater Draper na Księżycu.